# Bahnhof Berlin Südende
Der Bahnhof Südende ist ein S-Bahnhof in der gleichnamigen Ortslage des Berliner Ortsteils Steglitz im Bezirk Steglitz-Zehlendorf. Der Bahnhof wird von der S-Bahn mit den Linien S25 und S26 bedient. Er hat einen Zugang vom Steglitzer Damm.

## Geschichte

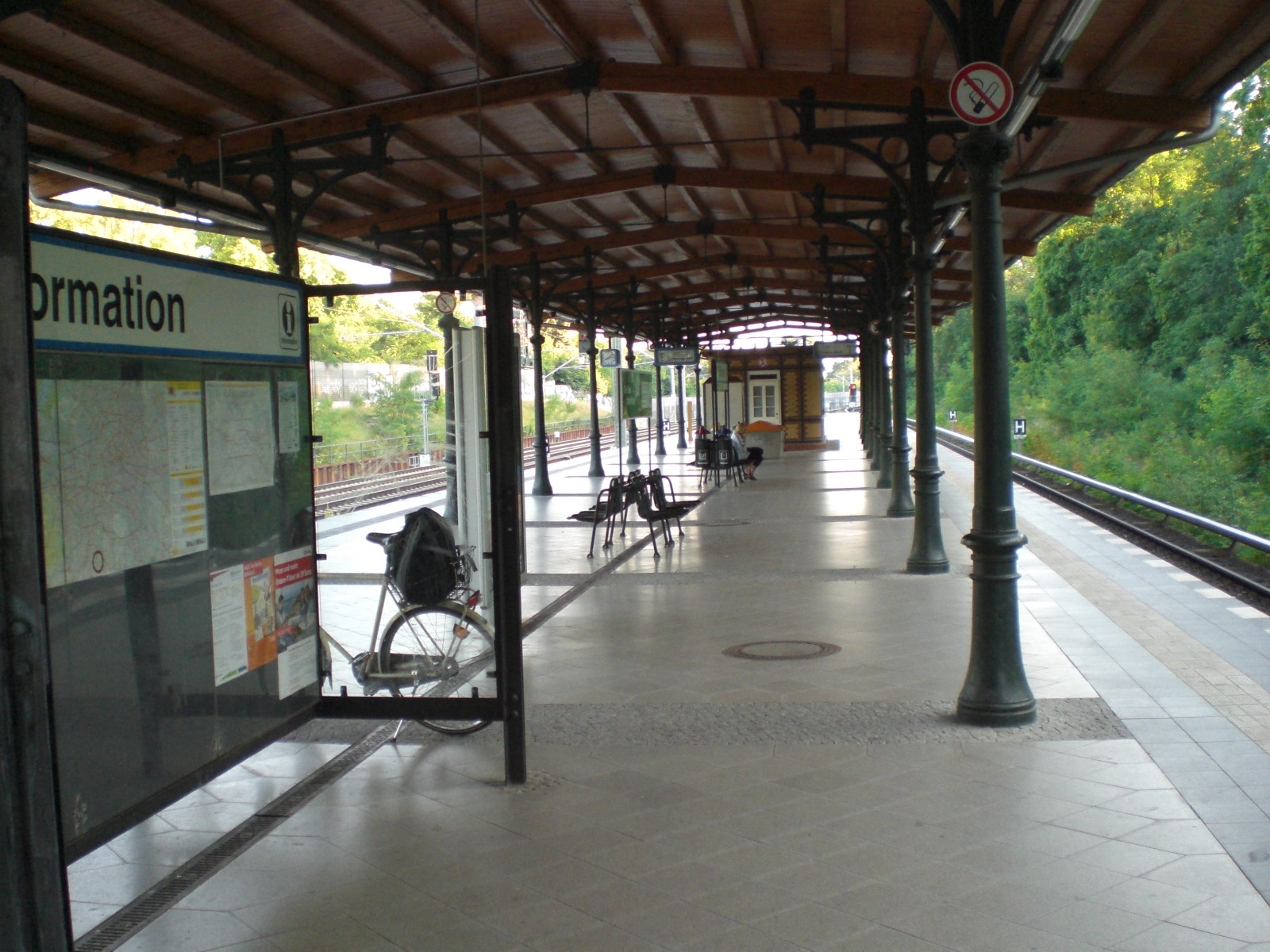
Bahnsteig

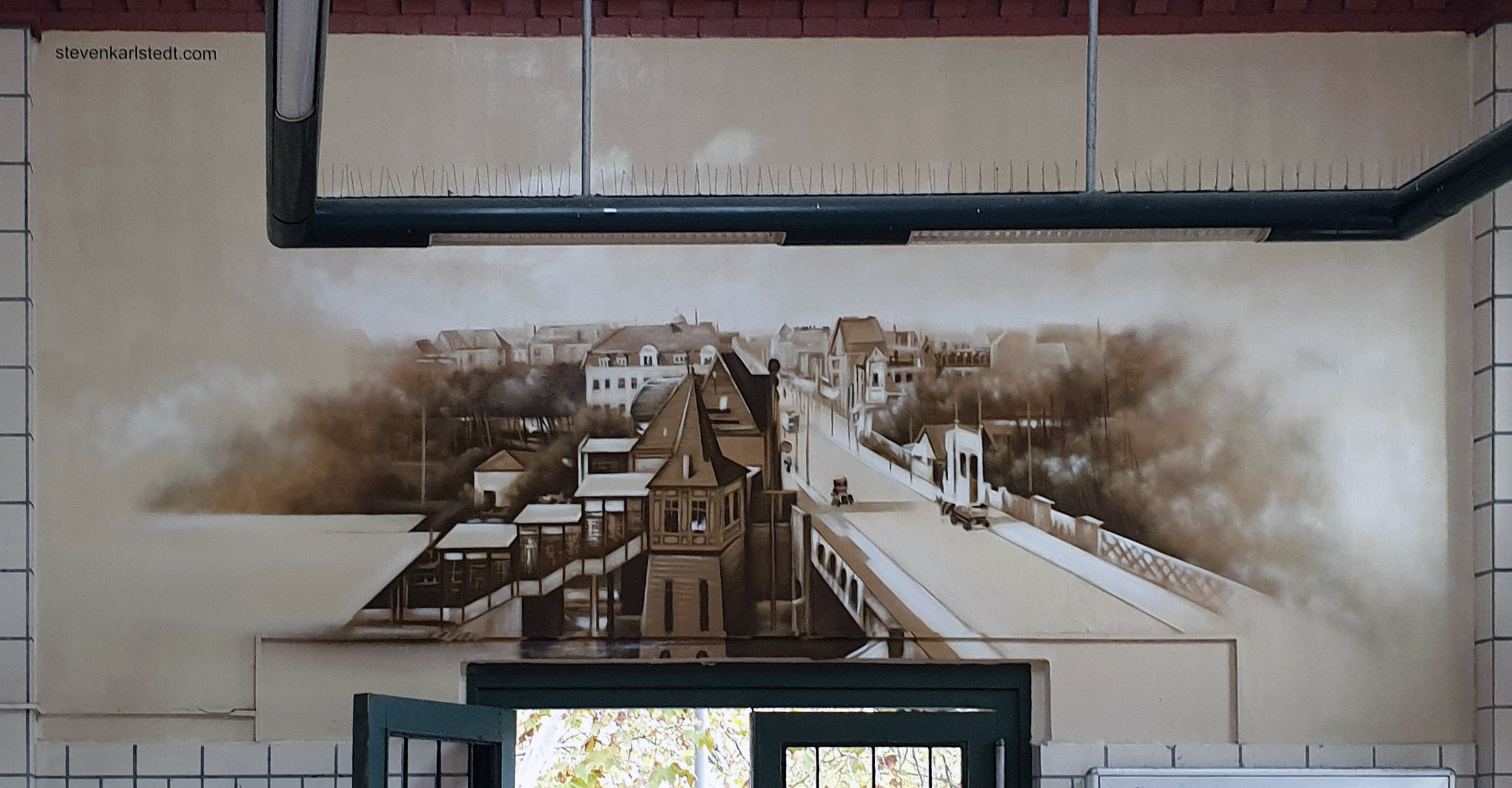
Wandmalerei im Bahnhof

Der Bahnhof wurde am 15. August 1880 als Haltepunkt Südende der Anhalter Bahn eröffnet. Zwischen 1882 und 1899 hatte er den Doppelnamen Südende-Lankwitz. Im Jahr 1901 wurde die Bahntrasse abgesenkt, der Bahnhof wurde neu gebaut und erhielt einen Mittelbahnsteig. Dieser und das Empfangsgebäude liegen südwestlich der Brücke des Steglitzer Damms. Seit dem 2. Juli 1929 fährt die Vorortbahn mit 750 Volt Gleichstrom. Nach der Übernahme der S-Bahn durch die BVG am 9. Januar 1984 wurde der Streckenabschnitt Priesterweg–Lichterfelde Süd mit dem Bahnhof Südende stillgelegt und nach Umbauarbeiten erst am 28. Mai 1995 wiedereröffnet.

## Architektur
Das Empfangsgebäude aus dem Jahr 1901 ist nicht mehr vorhanden. Es wurde durch einen Bau neueren Datums ersetzt. Der Mittelbahnsteig verfügt über ein Dach in klassischer S-Bahnmachart: ein Satteldach, das von gusseisernen Säulen getragen wird. Empfangsgebäude und Bahnsteig werden durch eine überdachte Treppe verbunden. Sie wurde in typischer „Gewächshaus-Architektur“ ausgeführt. Auch der später angefügte Verbindungsgang zum Aufzug, der zur oberen Ebene (Steglitzer Damm) führt, wurde stilistisch daran angepasst. Auf dem Bahnsteig steht ein Gebäude für die Aufsicht, das allerdings nicht mehr genutzt wird.

## Verkehr
Der S-Bahnhof wird durch die Linien S25 und S26 der Berliner S-Bahn bedient. Es besteht eine Umsteigemöglichkeit zur Buslinie 282 der BVG.
| Linie | Verlauf |
| ----- | --- |
|       | Hennigsdorf – Heiligensee – Schulzendorf – Tegel – Eichborndamm – Karl-Bonhoeffer-Nervenklinik – Alt-Reinickendorf – Schönholz – Wollankstraße – Bornholmer Straße – Gesundbrunnen – Humboldthain – Nordbahnhof – Oranienburger Straße – Friedrichstraße – Brandenburger Tor – Potsdamer Platz – Anhalter Bahnhof – Yorckstraße – Südkreuz – Priesterweg – Südende – Lankwitz – Lichterfelde Ost – Osdorfer Straße – Lichterfelde Süd – Teltow Stadt |
|       | Blankenburg – Pankow-Heinersdorf – Pankow – Bornholmer Straße – Gesundbrunnen – Humboldthain – Nordbahnhof – Oranienburger Straße – Friedrichstraße – Brandenburger Tor – Potsdamer Platz – Anhalter Bahnhof – Yorckstraße – Südkreuz – Priesterweg – Südende – Lankwitz – Lichterfelde Ost – Osdorfer Straße – Lichterfelde Süd – Teltow Stadt |